# La mazzata
La mazzata (Thunderbolt) è un film del 1929, diretto da Josef von Sternberg.

## Trama
Il gangster Jim Lang, detto Thunderbolt (fulmine) non ha evidentemente molto piacere nell'apprendere che (colei che egli crede essere) la sua fidanzata ha in realtà un rapporto sentimentale con Bob Moran, sul quale giura di vendicarsi di persona per avergli sottratto la ragazza.
Così, quando Thunderbolt viene catturato per omicidio e condannato a morte, egli riesce – tramite i suoi addentellati nel mondo della malavita – ad "incastrare" Bob Moran, facendolo apparire come omicida nel corso di una rapina ad una banca, alla quale Bob è totalmente estraneo; in tal modo, paradossalmente, Moran – parimenti condannato a morte - si ritrova a venir recluso proprio nella cella prospiciente quella di Thunderbolt.
L'opinione diffusa è che Moran sia innocente, ma mancano le prove per dimostrarlo: solo Thunderbolt, mediante una sua eventuale confessione, avrebbe potuto scagionarlo. Ma egli si rifiuta di farlo, almeno fino a poche ore prima della prevista esecuzione di Moran, quando, nel corridoio del carcere, quest'ultimo e Ritzy si uniscono in matrimonio. Solo allora Thunderbolt confessa di aver architettato il piano contro il rivale. 
Passa qualche tempo prima che Bob Moran venga scarcerato: egli rimane in cella, e nel mentre giunge il momento dell'esecuzione di Thunderbolt. I suoi compagni malavitosi sono sicuri che il gangster avrebbe escogitato l'intera storia della confessione dell'innocenza di Bob solo per portare a termine personalmente la sua vendetta, come aveva giurato di fare: durante l'ultima passeggiata nel braccio della morte – essi dicono – Thunderbolt, condotto al patibolo, avrebbe porto la mano sinistra a Bob attraverso le sbarre della cella, per salutarlo, col fine però di poterlo infine colpire a morte con la leggendaria potenza della sua mano destra.
Ed è quanto Thunderbolt si accinge a fare. Ma, prima del compimento della vendetta, qualche parola viene scambiata fra i due. Thunderbolt apprende che non è stato Bob Moran a sottrargli la fidanzata, ma piuttosto viceversa: Bob era fidanzato di Ritzy fin dalla loro prima giovinezza, e la ragazza lo aveva lasciato per seguire il fascinoso e nefasto gangster. Thunderbolt quindi non colpisce Bob e si avvia all'impiccagione.

## Produzione
Il film fu prodotto dalla Paramount Pictures.

## Distribuzione
Distribuito dalla Paramount Pictures, il film uscì nelle sale cinematografiche statunitensi il 20 giugno 1929. Nello stesso anno, in settembre, uscì anche in Giappone e, il 2 novembre, in Argentina con il titolo El trueno. Nel 1930, fu distribuito in Francia (16 maggio, come La Rafle), Irlanda (3 ottobre) e Austria.
Nel 1958, il film fu trasmesso negli Stati Uniti in televisione, distribuito dalla MCA/Universal Pictures.